# Зесопели
Зесопели (груз. ზესოფელი) — село в Кедском муниципалитете Грузии.

## География
Село находится на южном склоне Месхетского хребта, на правом берегу реки Аджарисцкали, на расстоянии в 7 километрах от посёлка городского типа Кеда, административного центра муниципалитета. Абсолютная высота — 535 метров над уровнем моря.

## Население
По данным переписи населения 2014 года, в селе проживает 205 человек (99 мужчин и 106 женщин). По национальной структуре грузины составили 100% населения села.
| Год  | Численность |
| ---- | ----------- |
| 2002 | 242         |
| 2014 | ↘205        |